# Partido Socialista Marxista
El Partido Socialista Marxista (PSM) fue un efímero partido político chileno de izquierda que existió entre 1931 y 1933.

## Historia
Fue fundado e integrado, entre otros, por Eliodoro Domínguez, Jorge Nuet Latour, Carlos Matus Torres, Eduardo Ugarte Herrera, Ramón Alzamora y Eduardo Rodríguez Mazer. Tenía presencia en San Felipe, Valparaíso, Santiago y entre el gremio de los Ferroviarios en la maestranza San Bernardo.
En el transcurso de 1932 se alió y terminó fusionándose con el partido Socialista de Magallanes que tenía presencia entre las clases medias de Punta Arenas liderados por Luis Requena Aizcorbe y Julio Silva Boneau y los obreros de los frigoríficos de Puerto Natales comandados por Juan Efraín Ojeda y José Vidal. 
Se definió como un partido de clase que cohesionaba y educaba políticamente a los obreros, empleados y profesionales, en la implementación del socialismo integral basado en la sociedad sin clases. Ideológicamente fue un partido de vanguardia política, es decir, en sus postulados "adelantó" en el tiempo muchos planteamientos y reivindicaciones que aún tiene actualidad como el “reconocimiento de la igualdad de sexos en los salarios. Al igual trabajo igual remuneración”; la “Liberación económica y protección social al indio. Creación de Escuelas Agrícolas y Escuelas Talleres en las reducciones indígenas” y el “divorcio con disolución de vínculo”.
Doctrinariamente, el socialismo marxista, se definió como cercano a las políticas del Partido Comunista; por ello, no suscribió alianzas con los partidos burgueses. Fue uno de los grupos que participó en la creación del Partido Socialista de Chile en abril de 1933. La definición ideológica de éste, de profesar un marxismo “enriquecido y rectificado con todos los aportes científicos y revolucionarios del constante devenir social”, fue herencia de los postulados iniciales del PSM al Partido Socialista de Chile hasta, por lo menos, 1990.